# 1330
El 1330 fou un any comú començat en dilluns del calendari julià.

## Esdeveniments
- Comença la Guerra catalano-genovesa (1330-1336)[1]
- Joana III de Borgonya (1308-1347) esdevé comtessa de Borgonya i Artois[2]

## Naixements
- 4 de juliol, Japó: Ashikaga Yoshiakira, divuitè shogun (mort el 1367)[3]
- Pontoise — Nicolas Flamel, alquimista (mort el 1418)[4]

## Morts
- 28 de setembre – Praga: Elisabet de Bohèmia[5]
- Sibil·la I de Pallars Sobirà[6]
- Elisabet d'Aragó i d'Anjou[7]